# Centroclisis eustalacta
Centroclisis eustalacta är en insektsart som först beskrevs av Gerstaecker 1863.  Centroclisis eustalacta ingår i släktet Centroclisis och familjen myrlejonsländor. Inga underarter finns listade i Catalogue of Life.